# Riccardo Okely
Riccardo Okely noto anche come Okely III (Roma, 5 ottobre 1906 – Roma, 17 dicembre 1989) è stato un calciatore italiano, di ruolo attaccante.

## Carriera
Terzo di quattro fratelli calciatori, il più anziano dei quali si chiama Giorgio e ha anch'egli militato nella Lazio dal 1924 al 1927, esordisce nel calcio ad alti livelli con la Lazio con cui disputa due stagioni dal 1926 al 1928, ottenendo nell'annata 1926-1927 la promozione alla massima serie calcistica italiana (allora denominata Divisione Nazionale).
Nel 1928 si trasferisce al Padova, con cui prende parte al Girone A del torneo di Divisione Nazionale 1928-1929.
Nel 1929 torna quindi alla Lazio, con cui colleziona rispettivamente 7 e 5 presenze nelle due prime edizioni del campionato di Serie A a girone unico, esordendo il 6 ottobre 1929 nella vittoria casalinga contro il Bologna per 3-0, e realizzando due reti, entrambe nella stagione 1930-1931, contro Casale e Livorno.
Dal 1931 disputa alcuni campionati di Prima Divisione (terza serie) con Siena e col Monte dei Paschi di Roma, fino al settembre del 1935, quando ritorna ad allenarsi con la Lazio. Lascia definitivamente i capitolini nel 1936, quando viene posto in lista di trasferimento.